# 合景国际金融广场
合景国际金融广场（英語：Hejing International Finance Place，简称IFP）是一栋位于广东省广州市珠江新城的摩天大楼，建成于2007年，是合景泰富集团总部所在地。这栋大厦由合景泰富地产负责开发，香港ROCCO建筑设计有限公司负责设计。